# Młodzieżowe Indywidualne Mistrzostwa Szwecji na Żużlu 2002
Młodzieżowe Indywidualne Mistrzostwa Szwecji na Żużlu 2002 – cykl turniejów żużlowych, mających wyłonić najlepszych szwedzkich żużlowców w kategorii do 21 lat, w sezonie 2002. Tytuł wywalczył Freddie Eriksson.

## Finał
- Vetlanda, 14 września 2002

| Msc. | Zawodnik            | Klub        | Pkt   |  |  |
| ---- | ------------------- | ----------- | ----- |  |  |
| 1    | Freddie Eriksson    | Rospiggarna | 14 +3 |  |  |
| 2    | Peter Ljung         | Luxo Stars  | 14 +2 |  |  |
| 3    | Kim Jansson         | Kaparna     | 13    |  |  |
| 4    | Fredrik Lindgren    | Indianerna  | 11    |  |  |
| 5    | Jonas Davidsson     | Rospiggarna | 10    |  |  |
| 6    | Daniel Davidsson    | Smederna    | 9     |  |  |
| 7    | Magnus Karlsson     | Valsarna    | 9     |  |  |
| 8    | Antonio Lindbäck    | Masarna     | 8     |  |  |
| 9    | Robert Lonnblom     | Lejonen     | 6     |  |  |
| 10   | Sebastian Aldén     | Gasarna     | 5     |  |  |
| 11   | Mattias Nilsson     | Vetlanda    | 5     |  |  |
| 12   | Sebastian Bengtsson | Gastarna    | 5     |  |  |
| 13   | Niklas Fridell      | Indianerna  | 3     |  |  |
| 14   | Eric Andersson      | Masarna     | 3     |  |  |
| 15   | Fredrik Antfolk     | Eldarna     | 3     |  |  |
| 16   | Tobias Messing      | Rospiggarna | 2     |  |  |